# 马来亚铁道通勤铁路
馬來亞鐵道通勤鐵路，俗称「電動火車」，是馬來亞鐵道在巴生谷和大槟城的通勤鐵路服務，分別有芙蓉线、巴生港线、怡保线、巴东勿刹线和已停的天空花园线两条路线，路线全長456公里。这项服务于1995年在巴生谷一带开始，并在2015年9月在大槟城都市区开始营业。2015年10月10日，通勤铁路从芙蓉站延伸至金马士站，之后在2016年7月倒回普罗士邦/淡边站。KTM通勤铁路的目的是方便通勤者進入吉隆坡市區，避免通勤者進入市區時陷入交通擁堵路段。芙蓉先由黑风洞至普罗士邦/淡边；巴生港线則由丹绒马林至巴生港。每年平均有3,655萬人次乘搭，是吉隆坡最多人乘搭的公共交通。
很多站都設置泊車設施，让通勤者停車后乘搭KTM通勤鐵路。另外，很多站也設置殘疾人士設施，方便殘疾人士乘搭KTM通勤鐵路。
KTM通勤铁路在2016年赚取了1.5亿令吉的营运收入，搭乘量达到4,146.9万人次。KTM通勤铁路乘客总数在2016年下降了23.5％，这是因为从万挠至沙叻秀的巴生谷复线计划正在动工中，而这项计划预计2019年竣工。
KTM通勤铁路也提供乘客數種票務選項，包括透過 KTMB 行動應用程式購買手機票（二維碼），一触即通卡（僅限巴生谷地區。不適用於北部地區），自動售票機與車站售票櫃檯購票。馬來西亞政府也計劃在2023年11月中讓乘客透過信用卡或金融卡乘搭KTM通勤铁路。

### 路線
| 路線                         | 首次營運                                 | 車站數 | 長度      | 終点站     | 終点站        |
| ---------------------------- | ---------------------------------------- | ------ | --------- | ---------- | ------------- |
| 中馬區 1 芙蓉线              | 1995年8月14日                            | 32     | 135公里   | 黑風洞     | 普罗士邦/淡边 |
| 中馬區 2 巴生港线            | 1995年8月14日                            | 27     | 126公里   | 丹絨馬林站 | 巴生港        |
| 北馬區 1 硝山线 （今怡保线） | 2015年9月11日 （2023年9月16日 延伸怡保） | 13     | 162公里   | 北海       | 怡保          |
| 北馬區 2 巴东勿刹线          | 2016年1月1日                             | 13     | 157.8公里 | 北海       | 巴东勿刹      |
| 總計                         | 總計                                     | 79     | 560.8公里 |            |               |

## 图片集

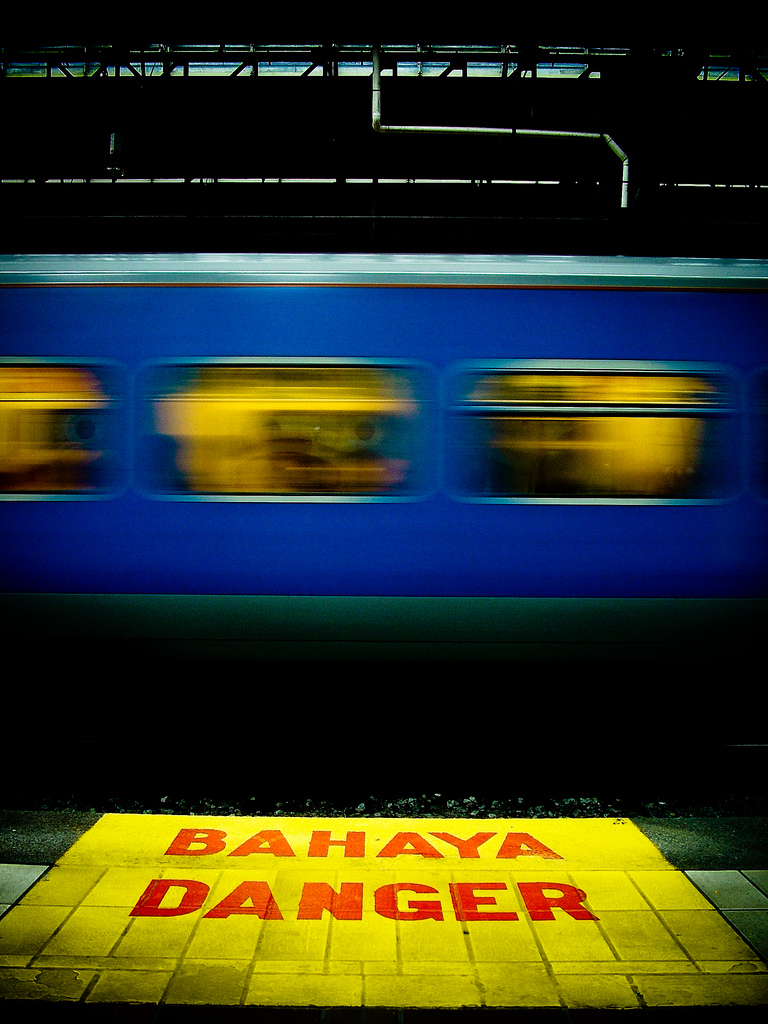
A一辆列车经过在站台上的“危险” 标志。
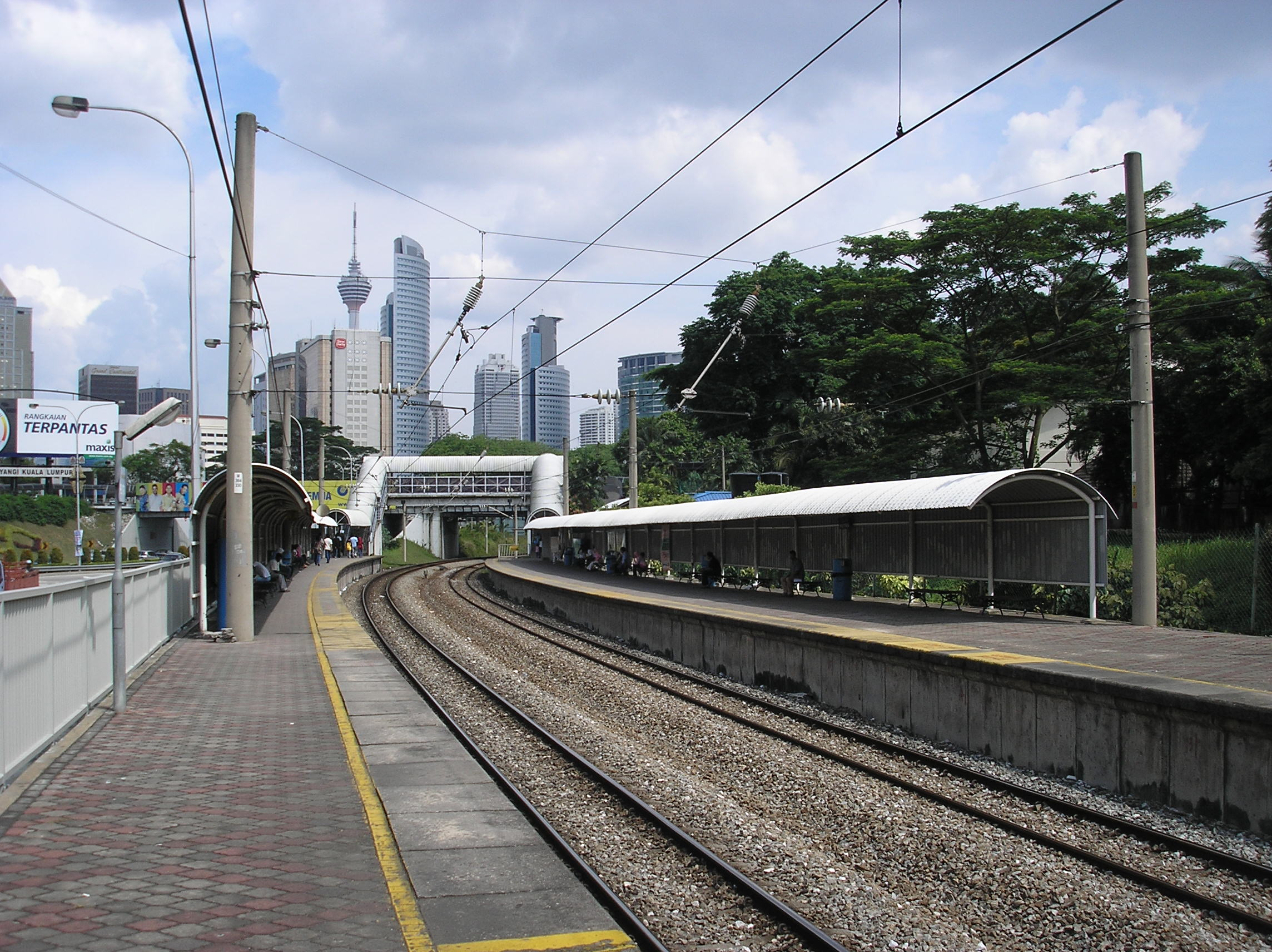
布特拉站
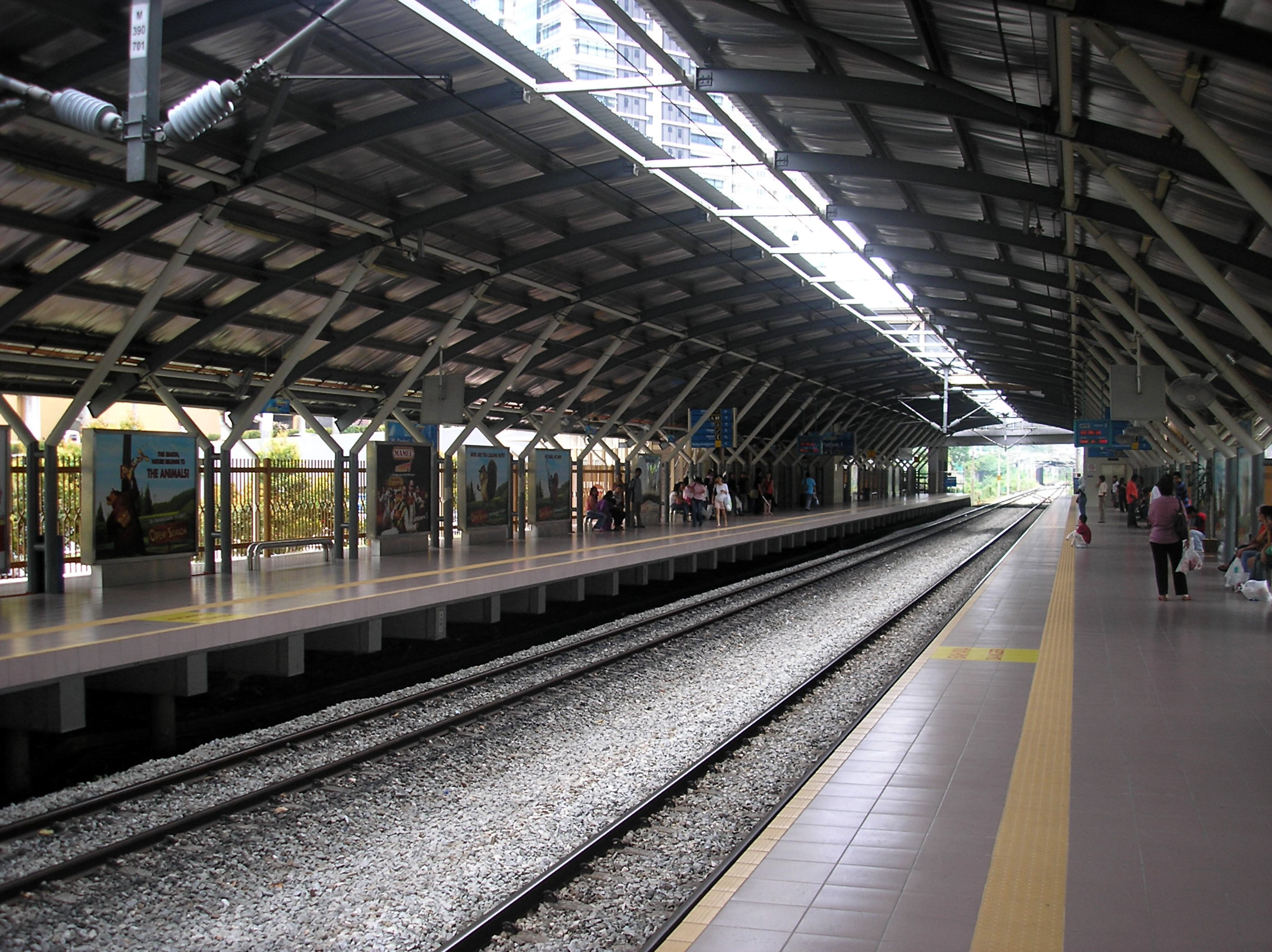
谷中城站
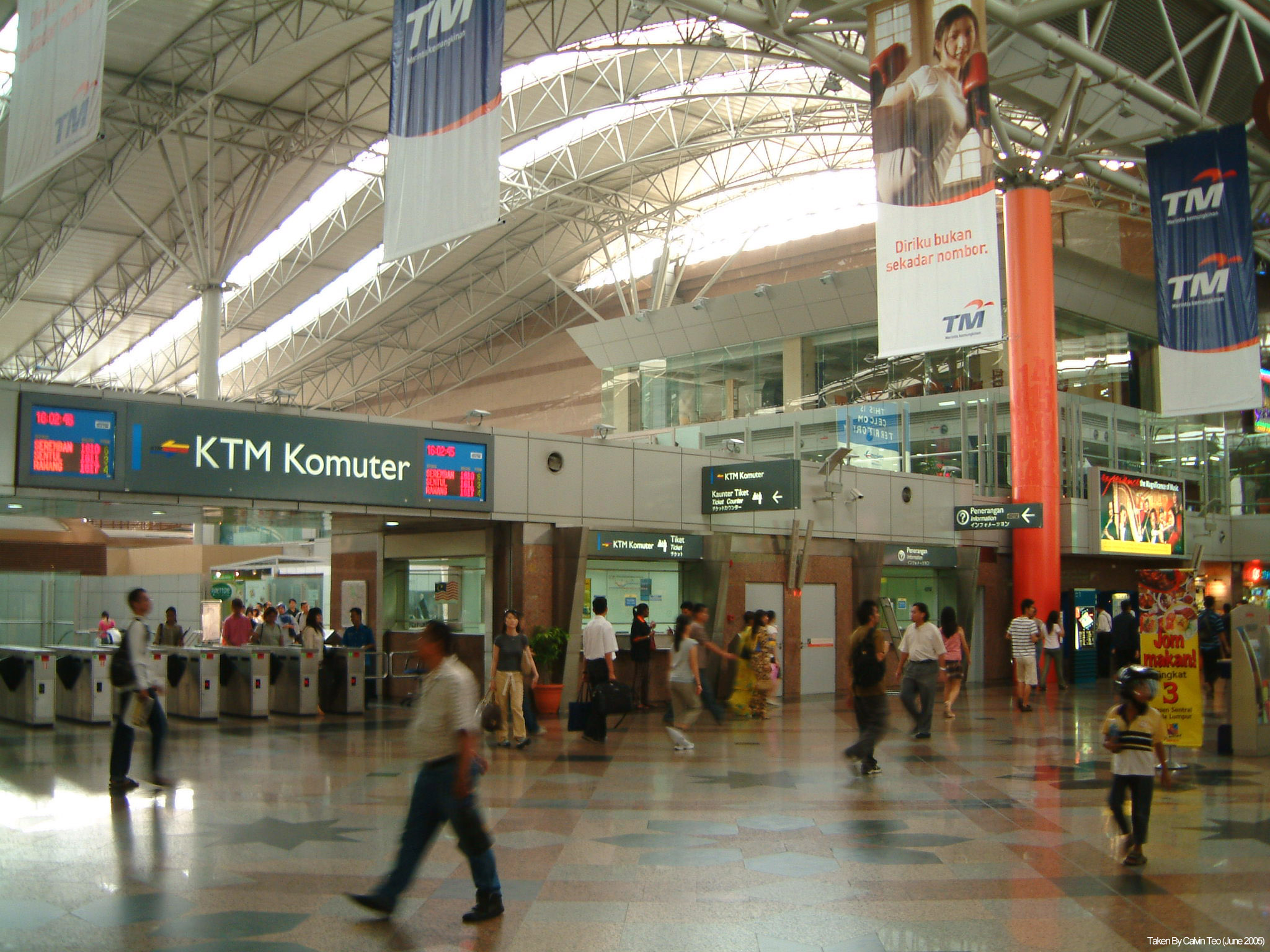
吉隆坡中央车站的通勤铁路购票处
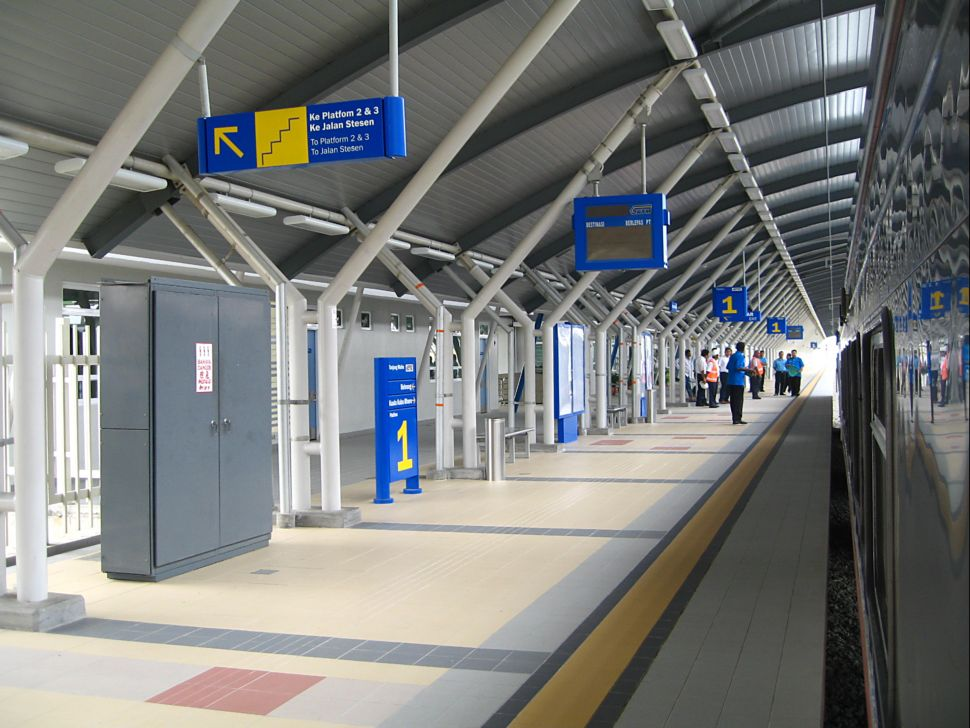
丹绒马林站，中马区最北的通勤车站
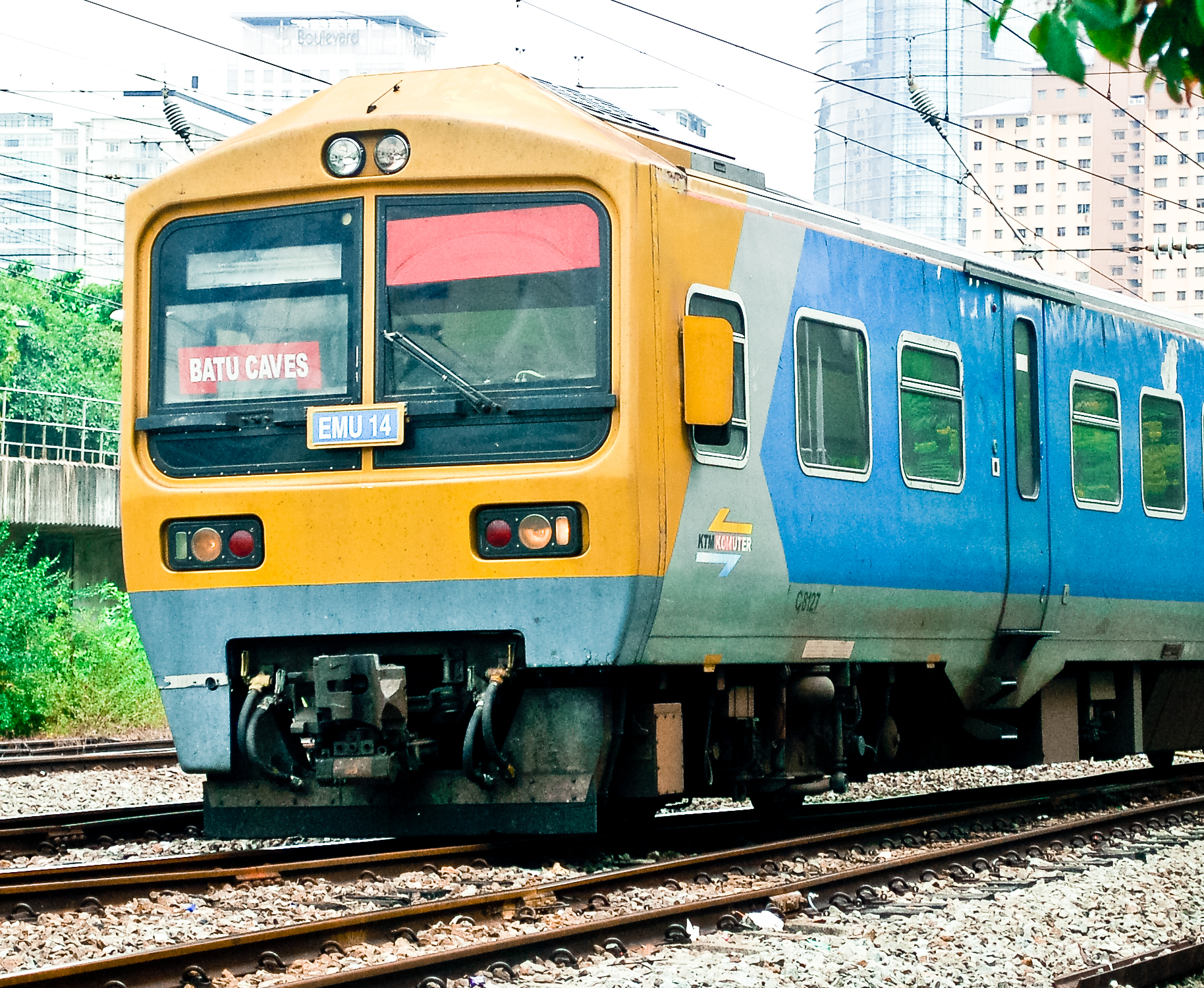
由奥地利出产的马来亚铁路81型电力动车组
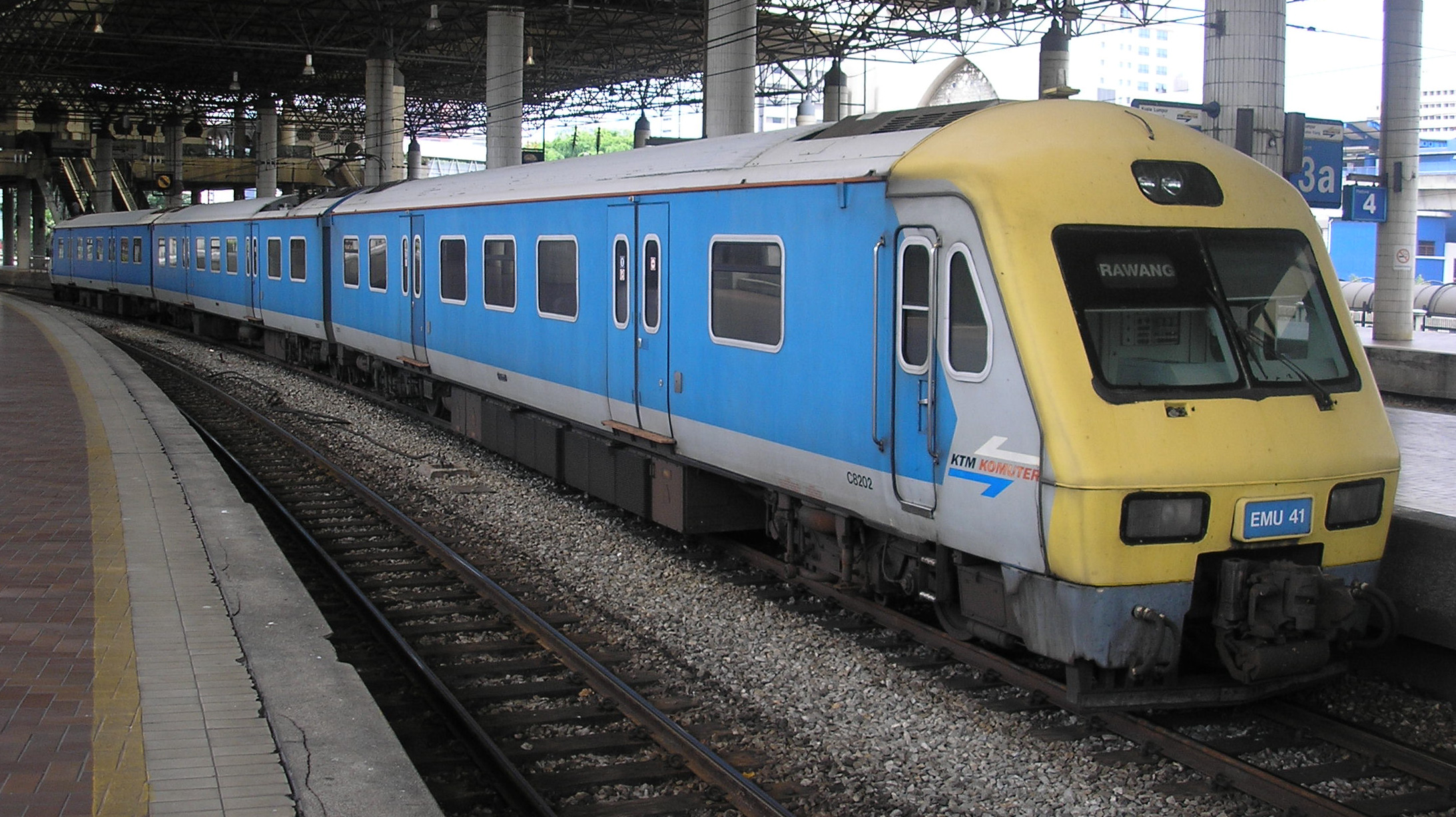
已停止使用的南非制马来亚铁路82型电力动车组
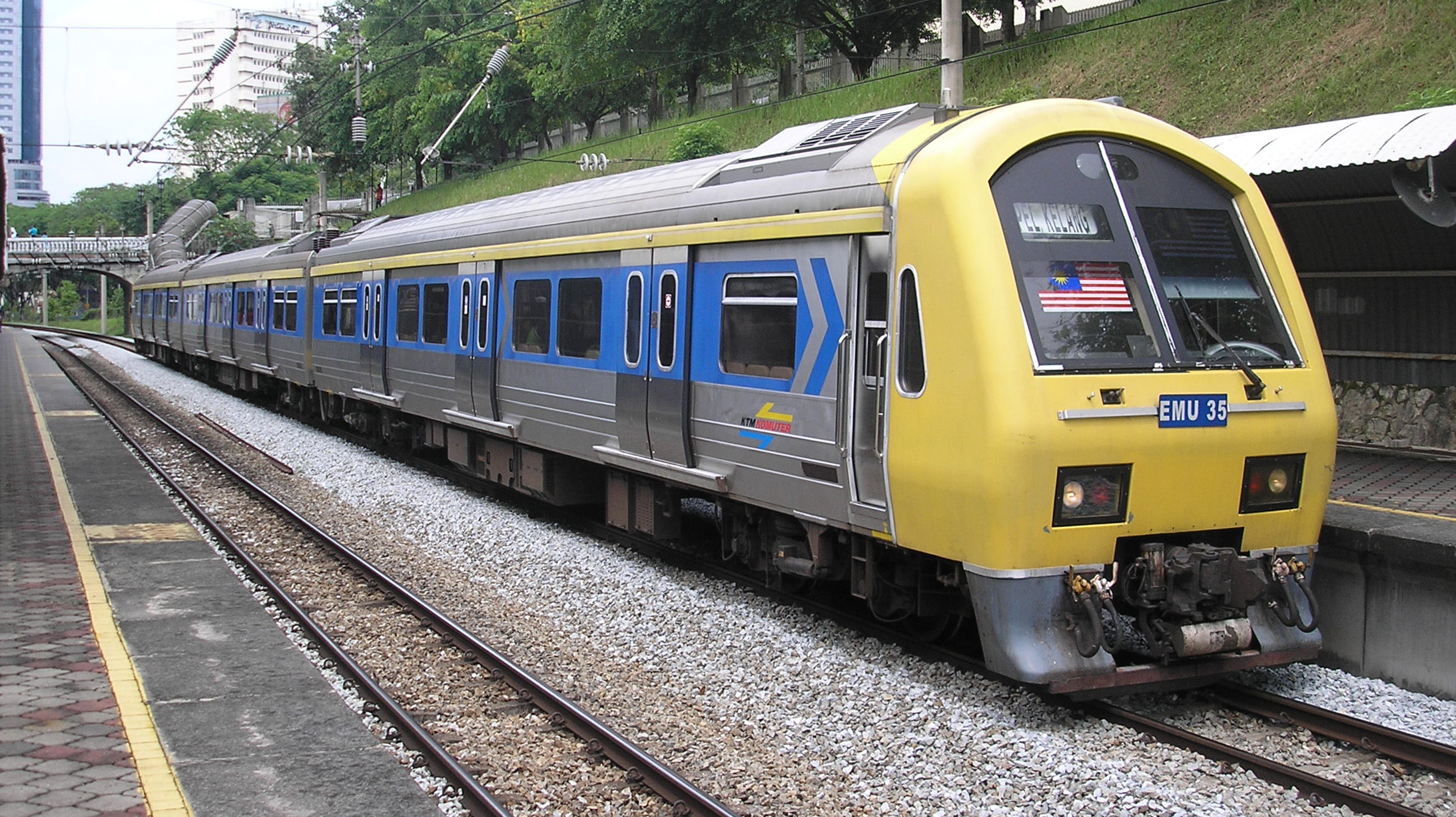
马来亚铁路83型电力动车组，至今仍在北马区投入使用